# Satri lek 2
Satri lek 2 (in thailandese สตรีเหล็ก 2, lett. "Donne d'acciaio 2") è un film del 2003 diretto da Yongyut Thongkongthun, sequel di The Iron Ladies (2000). 

## Trama
Il film parla del futuro della squadra, che inizialmente si dividerà, ma tornerà poi ad unirsi per l'amicizia delle "ragazze". Il film, attraverso flashback, racconta anche come si era formata la squadra inizialmente. 